# Rumenkaste alge
Rumenkaste alge (znanstveno ime Heterokontophyta) so raznolika skupina s skupnimi kemijskimi značilnostmi:
- klorofil A in C
- rjava ali rumenkasta pomožna fotosintezna barvila (prekrivajo klorofil)
- rezervna snov je krizolaminarin

Značilni predstavniki te skupine alg so:
- Kremenaste alge so med algami najpogostejše in kot skupina najlažje razpoznavne. So pomembni proizvajalci organske mase na Zemlji. Značilnost te skupine alg so s kremenom prepojene celične stene čudovitih oblik. So enocelične in v kolonijah povezane v plankton, ki se giblje na morski gladini. S prostim očesom jih je nemogoče videti.
- Rjave alge so večinoma morski organizmi. Prevladujejo v obalnem pasu, pritrjene na skalnato dno. Med njimi je najbolj znan endemit jadranski bračič. Živi v bibavičnem pasu in je del dneva v vodi, del dneva pa zunaj nje. Na take življenjske pogoje se je dobro prilagodil. V celicah ima klorofil ali zelenilo in še rjavo barvilo, ki mu daje značilno rjavo barvo. Ima vilasto razraslo steljko, ki je zelo žilava. Na koncih vršičkov ima mehurjaste odebeline. S spodnjim delom je priraščen na podlago in tako ga morje ne odnese. Pred izsušitvijo ga varuje sluzasta prevleka.